# Ерменегільдо Гарсія
Ерменегільдо Гарсія (ісп. Hermenegildo García, нар. 11 вересня 1968) — кубинський фехтувальник на рапірах, срібний призер Олімпійських ігор 1992 року.

## Виступи на Олімпіадах
| Олімпіада      | Дисципліна      | Місце |
| -------------- | --------------- | ----- |
| Барселона 1992 | командна рапіра | 2     |